# Trailer tales
Trailer tales is het zesde album van Daryll-Ann uit 2002.

## Opnames
Ondanks dat Trailer tales ontegenzeggelijk een groepsalbum van Daryll-Ann is, waarop alle bandleden te horen zijn, wordt het toch ook vaak beschouwd als soloplaat van Jelle Paulusma. Na Happy traum en de daarop volgende tour, trok Paulusma zich in de winter terug in zijn caravan in Dalfsen om de rust op te zoeken en nieuwe nummers te schrijven. Pas toen de plaat volledig geschreven was, vonden er opnamesessies plaats in Studio Sound Enterprise onder leiding van Paulusma en Frans Hagenaars.
Paulusma nam bij de opnames het voortouw, wat resulteerde in een plaat waarvan 11 van de 12 nummers van zijn hand kwamen. Paulusma kon op de plaat zijn talenten als multi-instrumentalist rijkelijk etaleren en werd, waar nodig, bijgestaan door de andere bandleden en gastmuzikanten als David Corel van Alamo Race Track op basgitaar, Diederik Nomden op piano en Janfie van Strien en Tigran Mansour van Jammah Tammah op resepctievelijk saxofoon en trompet. De aanpak van Paulusma werd vergeleken met die van Brian Wilson ten tijde van Pet Sounds en Smile.
Deze manier van werken had als keerzijde dat er diverse nummers waren, waaraan Anne Soldaat, die toch altijd de tweede man van de band was geweest, en andere bandleden niet meewerkten. Het resultaat was een ingetogen, stemmige herfstplaat, die erg tegen het singer-songwriter genre aanleunde en weinig gemeen had met het scherpe bandgeluid van de voorgaande albums.
Op 11 januari 2002 werd het album gepresenteerd in Groningen op Eurosonic, drie dagen later lag hij in de winkel. De plaat kreeg overwegend lovende kritieken en werd door velen als het magnum opus van de band gezien. Onderling zette de plaat de band echter op scherp, waarna gekozen werd voor een totaal andere aanpak bij het album Don't stop. Gezien het karakter van het album, werden er geen singles van uit gegeven.

## Muzikanten
- Jelle Paulusma - zang, gitaar, basgitaar, keyboard, elektronisch orgel, banjo, Wurlitzer
- Anne Soldaat - gitaar, zang, basgitaar
- Coen Paulusma - percussie, zang
- Jeroen Kleijn - drums

### Gastmuzikanten
- David Corel - basgitaar
- Diederik Nomden - piano
- Janfie van Strien - saxofoon
- Tigran Mansour - trompet
- J.B. Meijers - bugel

## Tracklist
1. A piece of work (I'm trying her) (Paulusma)
Jelle Paulusma - zang, gitaar 
 Anne Soldaat - gitaar, zang 
 Coen Paulusma - zang, percussie 
 David Corel - basgitaar 
 Jeroen Kleijn - drums
2. It's only love (Paulusma)
Jelle Paulusma - zang, gitaar, basgitaar, keyboard 
 Coen Paulusma - zang
3. Serenades for the lonely (Paulusma)
Jelle Paulusma - zang, gitaar, elektronisch orgel 
 Anne Soldaat - gitaar, zang 
 Coen Paulusma - percussie, zang 
 David Corel - basgitaar 
 Jeroen Kleijn - drums 
 Diederik Nomden - piano 
 Janfie van Strien - saxofoon 
 Tigran Mansour - trompet
4. Equally sympathy (Soldaat)
Jelle Paulusma - zang 
 Anne Soldaat - gitaar, basgitaar 
 Coen Paulusma - zang
5. Pines and grenadine (Paulusma)
Jelle Paulusma - zang, gitaar 
 Anne Soldaat - zang 
 Coen Paulusma - percussie, zang 
 David Corel - basgitaar 
 Jeroen Kleijn - drums
6. Marching (Paulusma)
Jelle Paulusma - zang, banjo, gitaar, basgitaar, elektronisch orgel 
 Coen Paulusma - zang
7. Swords and words (Paulusma)
Jelle Paulusma - zang, gitaar, basgitaar, keyboard, percussie
8. Old school (Paulusma)
Jelle Paulusma - zang, gitaar, keyboard, Wurlitzer 
 Coen Paulusma - zang 
 David Corel - basgitaar
9. Borderland (Paulusma)
Jelle Paulusma - zang, gitaar 
 Anne Soldaat - gitaar 
 David Corel - basgitaar 
 Jeroen Kleijn - drums
10. Rosemary girl (Paulusma)
Jelle Paulusma - zang, gitaar, keyboard 
 Coen Paulusma - percussie 
 David Corel - basgitaar 
 Jeroen Kleijn - drums 
 Janfie van Strien - saxofoon 
 Tigran Mansour - trompet
11. Her manic frame (Paulusma)
Jelle Paulusma - zang, gitaar, elektronisch orgel 
 Anne Soldaat - gitaar 
 Coen Paulusma - percussie 
 David Corel - basgitaar 
 Jeroen Kleijn - drums 
 J.B. Meijers - bugel
12. Trailer tales (Paulusma)
Jelle Paulusma - zang, gitaar, elektronisch orgel